# Acetes johni
Acetes johni är en kräftdjursart som beskrevs av Nataraj 1947. Acetes johni ingår i släktet Acetes och familjen Sergestidae. Inga underarter finns listade i Catalogue of Life.